# Parablennius sierraensis
Parablennius sierraensis — вид риб з родини Собачкові (Blenniidae), що поширений в східній і центральній Атлантиці від Кабо-Верде до Намібе, Ангола. Морська тропічна демерсальна риба.